# Akira Kitaguči
Akira Kitaguči (japonsko 北口 晃), japonski nogometaš, * 8. marec 1935, Osaka, Japonska.
Za japonsko reprezentanco je odigral 10 uradnih tekem.